# Landouzy-la-Cour
Landouzy-la-Cour – miejscowość i gmina we Francji, w regionie Hauts-de-France, w departamencie Aisne.
Według danych na styczeń 2014 roku gminę zamieszkiwały 184 osoby, a gęstość zaludnienia wynosiła 18,2 osób/km².